# Hermann Köttgen
Hermann Köttgen (* 18. Dezember 1909; † 19. November 1980) war ein deutscher Jurist.

## Werdegang
Köttgen war zunächst Senatspräsident am Bundespatentgericht in München und dann von August 1969 bis 31. Dezember 1974 Vizepräsident.